# Charles Depéret
Charles Jean Julien Depéret, né le 25 juin 1854 à Perpignan et mort le 17 mai 1929 à Lyon,, est un géologue et paléontologue français, membre de l'Académie des sciences et doyen de la faculté des sciences de Lyon.
Depéret est, avec Justin Savornin, l'un des principaux découvreurs en 1924 du dinosaure théropode Carcharodontosaurus, même si dans la description des spécimens qu'ils mirent au jour ils attribuèrent d'abord ces restes aux genres Megalosaurus puis Dryptosaurus.

## Biographie
Après des études au collège de Perpignan, Charles Depéret suit les cours de l’école de santé de Montpellier en 1873 et devient élève du Service de santé des armées. Cependant, il est alors partagé entre sa vocation de naturaliste et la médecine militaire qui lui assure une stabilité financière. En 1874, il intègre alors l’hôpital du Val-de-Grâce où il rencontrera Edmond Hébert et Albert Gaudry, qui auront une grande influence sur son avenir. Il présente sa thèse de doctorat en médecine le 6 avril 1876 qui s'intitule Du traitement de l’eau froide sur la production d’hémorragie intestinale dans la fièvre typhoïde. Il est alors nommé médecin stagiaire, puis médecin aide-major et affecté à la division d’Alger. Il exercera en tant que médecin militaire jusqu'en 1888 et aura de multiples affectations partout en France. C'est d'ailleurs lors d'un poste à Sathonay près de Lyon que Claude Jourdan, directeur du muséum d'histoire naturelle de Lyon, et Charles-François Fontannes, professeur à la faculté des sciences, lui communiqueront la vocation de géologue.

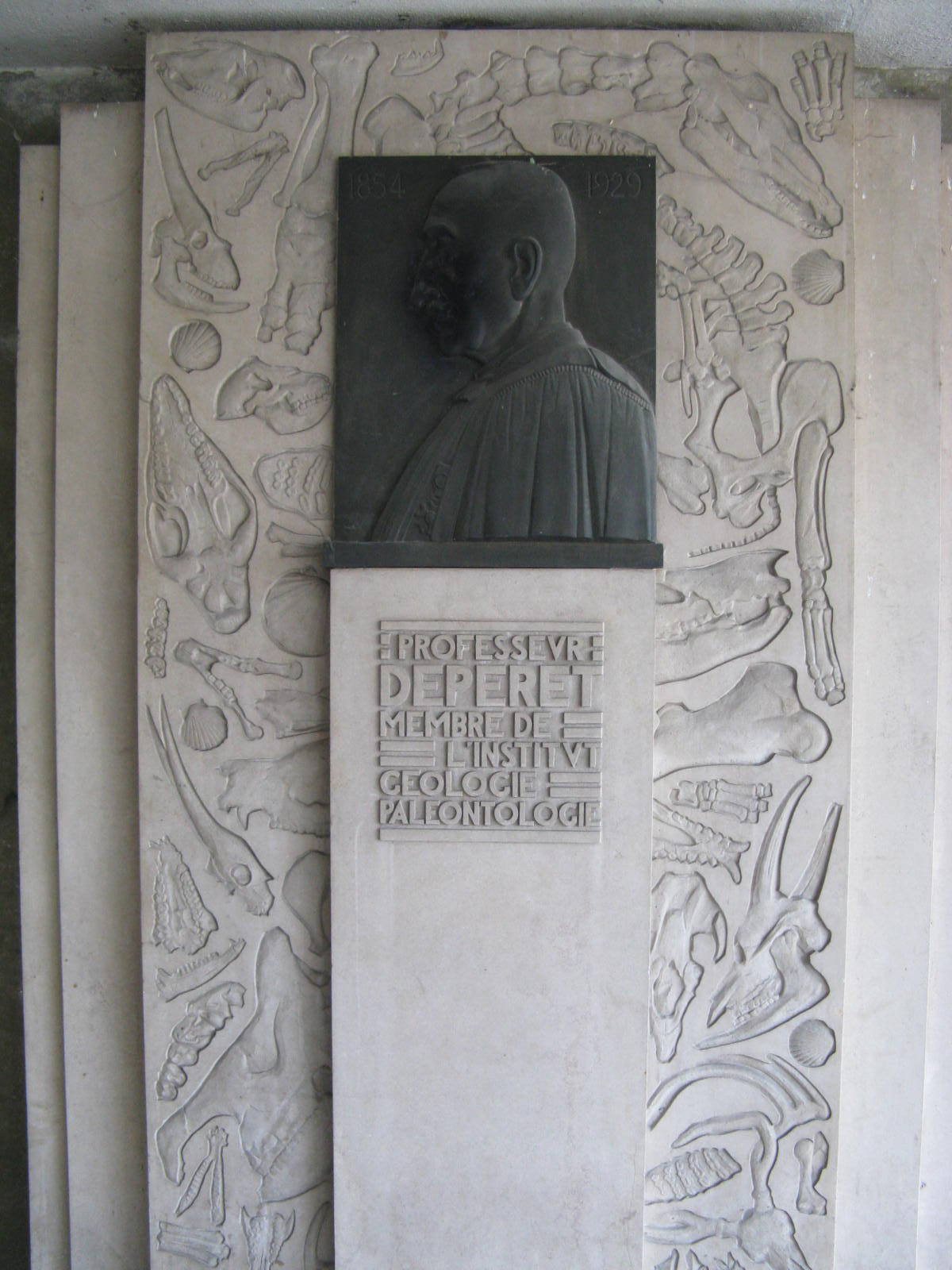
Stèle sur le campus de la Doua à Villeurbanne en l'honneur de Charles Depéret

Il publie alors en 1878 sa première note sur les chauves-souris du Roussillon, il enchainera en 1880 avec sa première publication géologique. L'année suivante, il est licencié en sciences naturelles et devient membre de la Société géologique. En 1885, à Paris, il soutient une thèse de doctorat ès Sciences, sous la direction d'Albert Gaudry, intitulée Description géologique du bassin tertiaire du Roussillon. Sa santé déclinant, l'armée le libère et il commence une carrière universitaire sous l'impulsion d'Edmond Hébert. Il alors devient géologue et paléontologue et sera défenseur des résultats controversés des artefacts préhistoriques de Glozel où il réalisera des fouilles. Il est chargé de cours de géologie à la faculté des sciences de Marseille en 1888 puis professeur de géologie à la faculté des sciences de Lyon l'année suivante où il a notamment pour élève Jean Viret et Frédéric Roman. Il est le doyen de la faculté de 1896 à sa mort.
Il est élu membre non résident de l'Académie des sciences de Lyon le 24 octobre 1913. Il est également membre de la Société linnéenne de Lyon et des académies de Barcelone, Belgique, Le Caire, Londres, New-York et Russie.
Il est l'auteur de 250 publications dont la plus célèbre Les transformations du monde animal a été publiée en 1907. Il s'intéresse principalement à l'époque du Miocène, à la classification des terrains du Quaternaire marin et continental et aux mammifères fossiles.
Il vécut à Tassin-la-Demi-Lune dans l'agglomération lyonnaise. Il est inhumé au cimetière Saint-Martin à Perpignan. Pour lui rendre hommage, une rue Professeur Depéret longe le cimetière de Tassin-la-Demi-Lune, un Amphithéâtre de la faculté des sciences de Lyon 1 porte son nom, et une place Depéret existe dans le 7ème arrondissement de Lyon.

## Règle de Depéret
Une généralisation statistique selon laquelle il existe une tendance à l’augmentation de la taille du corps au cours de l’évolution est appelée la plupart du temps la règle de Cope, bien que cela semble fondé sur une erreur, car Cope ne semble pas avoir écrit à ce sujet ; en France, on parle aussi depuis assez longtemps de la loi de Depéret, et cette expression a également été suggérée dans la littérature anglophone. En effet, dans son livre Les transformations du monde animal, publié en 1907 et traduit en anglais en 1909, Depéret expose clairement son opinion selon laquelle la taille corporelle augmente souvent mais ne diminue pas. Il nie ainsi (chapitre XIX du livre) que les petits éléphants éteints des îles de la Méditerranée (comme "Elephas melitensis", aujourd'hui appelé Palaeoloxodon melitensis) soient des formes naines, et suggère qu'ils représentent des descendants d'éléphants qui avaient toujours été petits, une opinion toutefois réfutée par des travaux plus récents,.

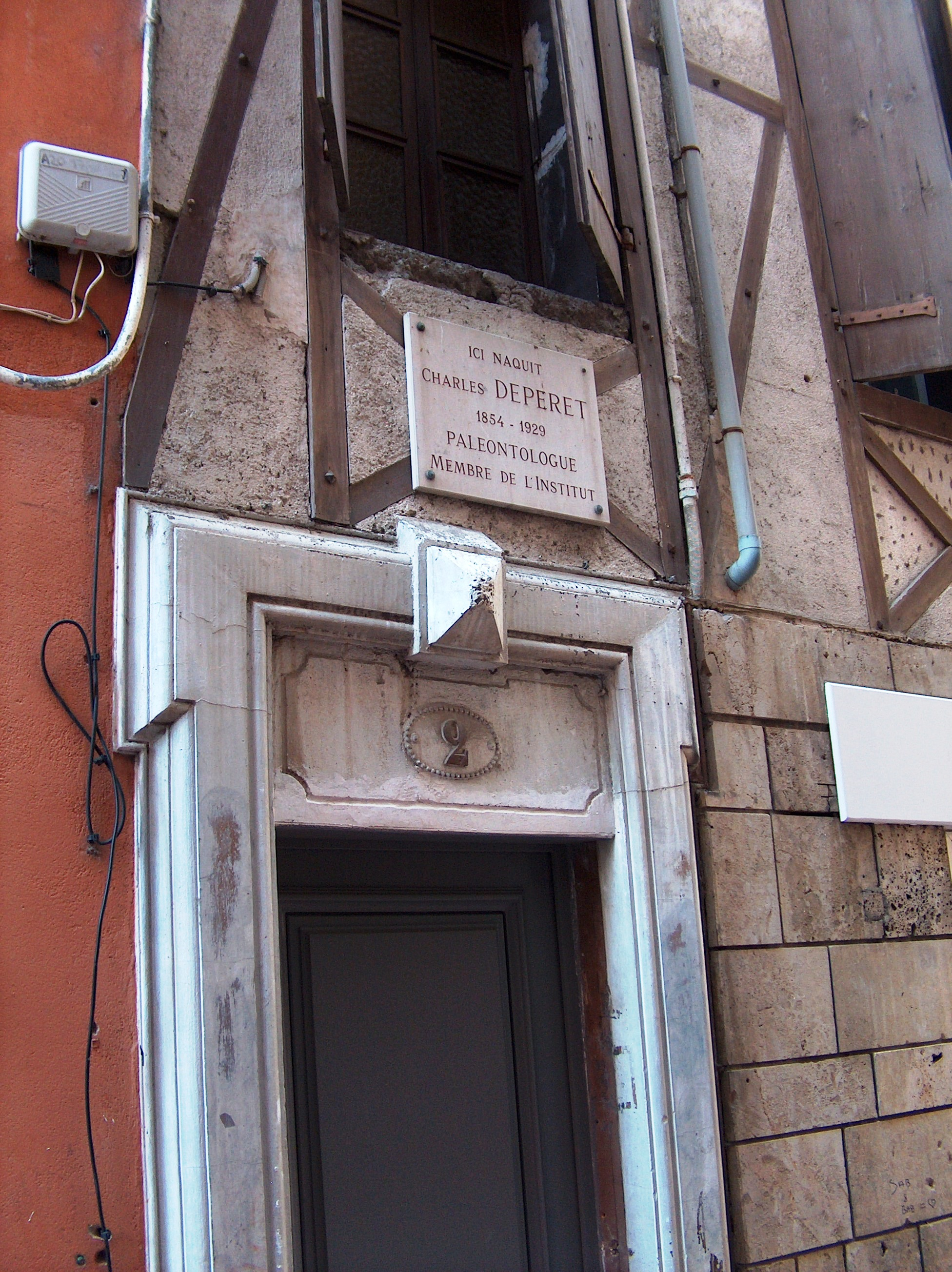
Charles Depéret est né au 2 rue Jean-Jacques Rousseau à Perpignan comme le rappelle cette plaque

## Espèces décrites
- Amphirhagatherium (en) (1908)[16]
- Hydrobia deydieri, maintenant appelé Belgrandia deydieri (avec Gustave Sayn, 1901)[17]
- Carcharodontosaurus saharicus (avec Justin Savornin, 1925)[18]
- Cricetodon (Deperetomys) rhodanicus (1887)[19]
- Dolichopithecus ruscinensis, synonyme d'Adelopithecus hypsilophus et Dolichopithecus hipsulophus (1889)[20]
- Gazella borbonica (en) (1884)[21]
- Hyaenodon nouleti (1917). Dédiée au découvreur Jean-Baptiste Noulet
- Hipposideros collongensis (1892)[22]
- Megaderma lugdunensis (1892)[23]
- Megalosaurus crenatissimus, maintenant appelé Majungasaurus crenatissimus, (1896)[24]
- Metaxytherium krahuletzi (1895)[25]
- Palaeortyx edwardsi (1887)[26]
- Progenetta (1892)[27]
- Protragocerus (en) (1887)[28]
- Pseudosinopa, synonyme Cynohyaenodon (en) (1917)[29]

## Œuvre

### Articles
- « Notes stratigraphiques sur le bassin tertiaire de Marseille », Bulletin des services de la carte géologique de la France et des topographies souterraines, no 5,‎ 1889, p. 19.
- « La faune de mammifères miocènes de La Grive-Saint-Alban (Isère) et de quelques autres localités du bassin du Rhône : documents nouveaux et révision générale », Archives du Muséum d'histoire naturelle de Lyon, vol. T5,‎ 1892, p. 93.
- « Études paléontologiques sur les lophiodons du minervois », Archives du Muséum d'histoire naturelle de Lyon, vol. T9,‎ 1907, p. 47.

### Livres
- Les animaux pliocènes du Roussillon, Paris, Librairie polytechnique Baudry et cie etc., coll. « Mémoires de la Société géologique de France. Paléontologie. Mémoire ; 3 », 1890, 194-[50] p. - 19 p. pl. (lire en ligne).
- Monographie des Pectinidés néogènes de l'Europe et des régions voisines... , Genre Pecten, Paris, Au siège de la Société géologique de France, coll. « Mémoires de la Société géologique de France. Paléontologie ; Mémoire n° 26 », 1902-1905, 2 fasc. (168 p.) : tabl., XXIII pl. (lire en ligne).
- Exposé des titres géologiques, Lyon, A. Rey, 1903, 51 p. (lire en ligne).
- Les transformations du monde animal, Paris, Flammarion, coll. « Bibliothèque de philosophie scientifique », 1907, 360 p..